# Solc intermamari

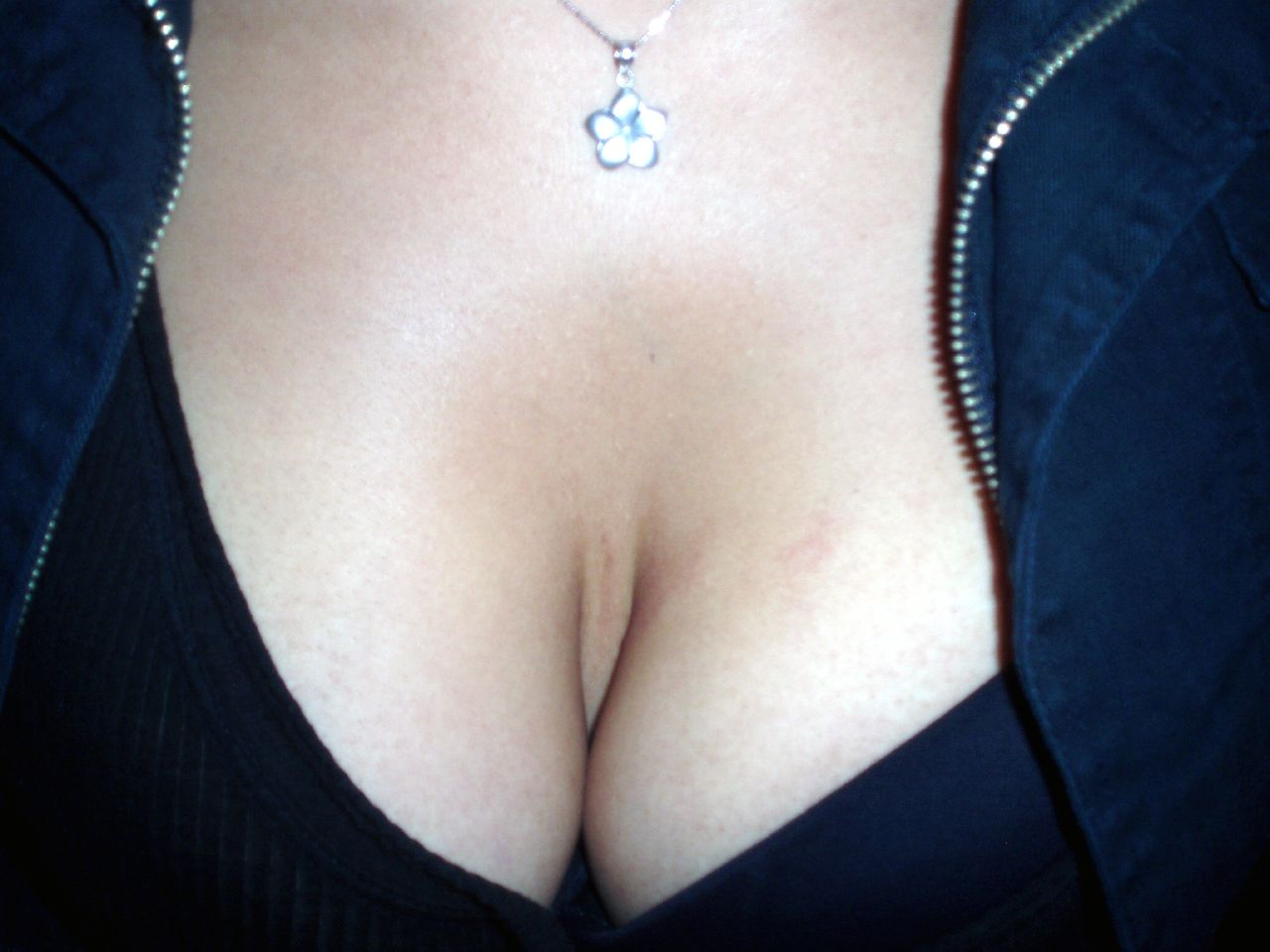
Solc intermamari d'una dona centrant un escot en punta.

El solc intermamari és l'espai o canal existent entre els pits dels mamífers. El nom és usat oficialment per la Federació Internacional d'Associacions d'Anatomistes (codi A16.0.02.002).
En l'ésser humà el solc intermamari es dona en ambdós sexes, però entre les dones és molt visible a partir de la pubertat, a causa del desenvolupament dels pits, i constitueix un dels centres d'atracció sexual (fetitxisme del pit). També exerceix un paper important en l'atractiu estètic i sensual de l'escot.
Val la pena especificar que el solc intermamari forma part del sector del cos que (per extensió de la terminologia pròpiament indumentària) es coneix com a escot; però no n'és la totalitat.
El solc intermamari protagonitza la forma de relació sexual coneguda com a coit intermamari.